# Skoki (rejon brzeski)

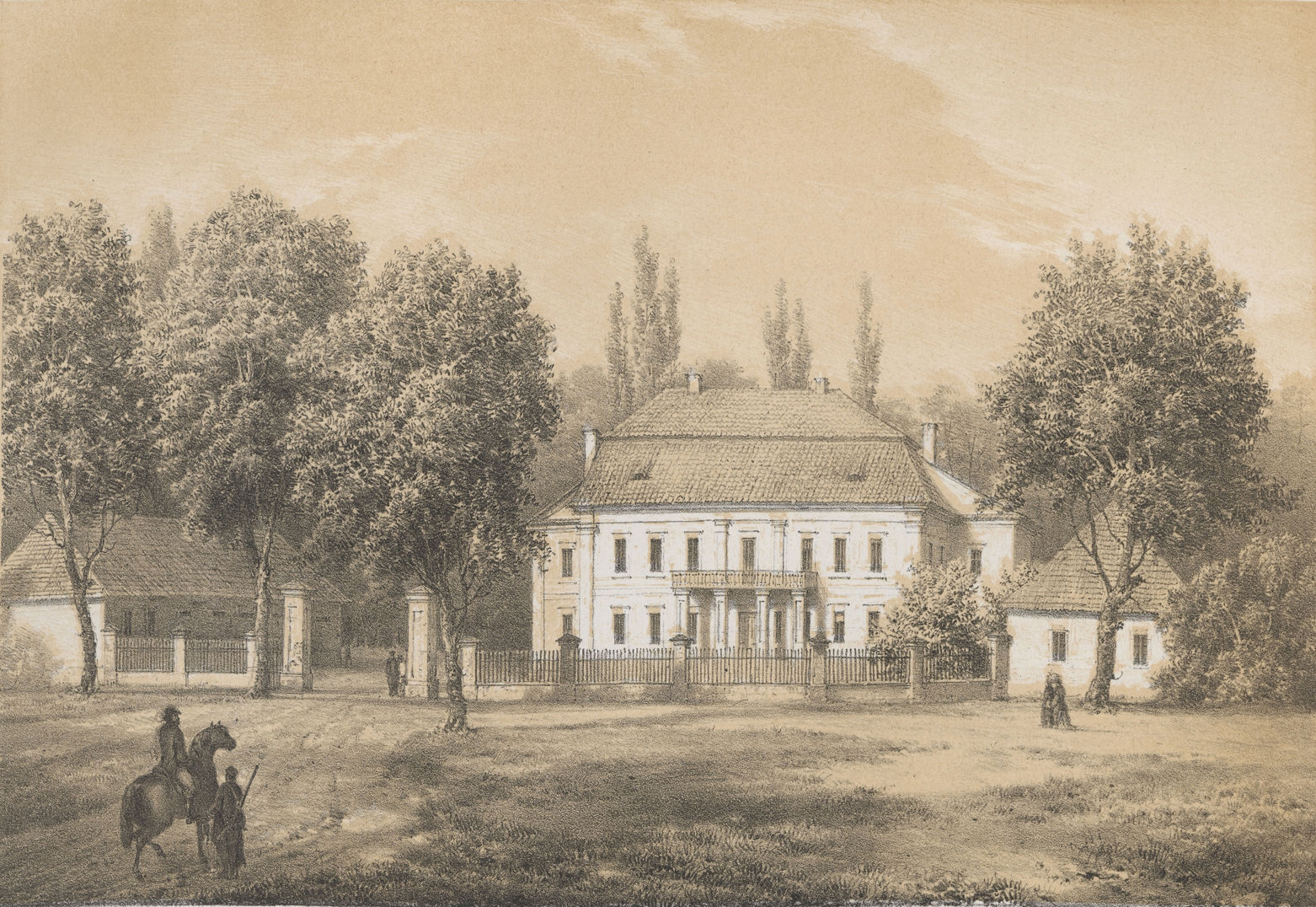
Dwór Niemcewiczów w Skokach na rycinie Napoleona Ordy.

Skoki (biał. Скокі) – wieś w sielsowiecie motykalskim rejonu brzeskiego obwodu brzeskiego na Białorusi, nad rzeką Leśną, 9 km od Brześcia, 343 mieszkańców (2000). 
Wieś szlachecka położona była w końcu XVIII wieku w powiecie brzeskolitewskim województwa brzeskolitewskiego. 

## Historia
Pierwsza wzmianka o wsi należącej do rodu Czyżewskich pochodzi z 1583. Od przełomu XVII i XVIII wieku miejscowość należała do rodu Niemcewiczów, którzy w latach 70. XVIII wieku wybudowali w niej pałac, który zachował się do dziś. W XIX wieku i w Polsce międzywojennej miejscowość należała do gminy Motykały powiatu brzeskiego. W 1868 liczyła 185 dusz chłopskich, znajdował się tu młyn oraz szkoła. 
Według wyników spisu powszechnego z 1921 r. była to wieś licząca 27 domów. Mieszkało tu 159 osób: 77 mężczyzn, 82 kobiety. Pod względem wyznania żyło tu 78 rzymskich katolików, 81 prawosławnych. 158 mieszkańców deklarowało narodowość polską, a 1 białoruską. Poza wsią pod nazwą "Skoki" w spisie figurują jeszcze dwie jednostki osadnicze: folwark i dwór. Pod względem narodowym i wyznaniowym dominowała w nich ludność polska i katolicka, ale wśród mieszkańców dworu Skoki było też 3 Rusinów, a na folwarku Skoki mieszkał jeden grekokatolik. 
Po aneksji Polesia przez ZSRR Skoki włączono w struktury administracyjne BSRR. Od 1959 wchodzą w skład gminy wiejskiej Motykały (sielsowiet motykalski). 

## Zabytki
- kompleks pałacowo-parkowy rodu Niemcewiczów. Zachował się pałac zbudowany najprawdopodobniej w latach 70. XVIII wieku. Urodził się w nim i mieszkał w latach 1802–1804 pisarz i publicysta Julian Ursyn Niemcewicz. Również tutaj, w czasie pertraktacji pokojowych w 1918, znajdowała się główna kwatera niemieckiego dowództwa[4]. Opisano go w dziele "Dzieje rezydencji na dawnych kresach Rzeczypospolitej". Właścicielem folwarku Skoki był m.in. pierwszy w II RP prezydent Brześcia – polski działacz Jan Ursyn Niemcewicz[5][6].

Pałac został odrestaurowany. Otacza go sześciohektarowy park. Na terenie oficyn po II wojnie światowej zbudowano budynki szkolne.

## Infrastruktura
Po 1945 we wsi znajdował się kołchoz (jego biura umieszczono w murach pałacu). Obecnie w Skokach mieści się m.in. szkoła średnia, przedszkole, biblioteka oraz klub. Znajdują się w niej również miejsca pamięci: cmentarz żołnierzy sowieckich oraz cywilnych ofiar II wojny światowej.
W pobliżu znajdują się przystanki kolejowe Prybużża i Skoki.